# Gnathochromis permaxillaris
Gnathochromis permaxillaris (Syn.: Limnochromis permaxillaris) ist eine Buntbarschart, die endemisch im ostafrikanischen Tanganjikasee vorkommt. Etymologie: Gr.: „gnathos“ = Kiefer + Chromis, eine Riffbarschgattung in die früher auch Buntbarsche eingeordnet wurden.

## Merkmale
Gnathochromis permaxillaris kann eine Länge von 15 cm erreichen. Er ist seitlich abgeflacht, für einen Tanganjikasee-Buntbarsch recht hochrückig und hat einen zugespitzten, großmäuligen Kopf. Die Kiefer sind stark beweglich und bilden beim Vorstülpen einen Trichter, mit dem die kleinen Zooplanktontierchen, die die Nahrung bilden, eingesaugt und anschließend mit den Kiemenrechen herausgefiltert werden. Die Grundfarbe ist silbrig-rosa und zum Schwanz hin wird der rötliche Schimmer immer kräftiger. Der Kopf irisiert grünlich, Körper und Schwanz bläulich. Brustflossen und Afterflosse sind gelblich.

## Lebensweise
Gnathochromis permaxillaris ist selten, lebt über schlammigen Sandböden in Tiefen von 5 bis 200 Metern und ernährt sich von Plankton. Wie alle anderen Limnochromini ist Gnathochromis permaxillaris ein Maulbrüter. Eier und Jungfische werden vom Weibchen und vom Männchen beschützt.

## Systematik
Die Fischart wurde 1936 durch Lore Rose David unter dem wissenschaftlichen Namen Limnochromis permaxillaris beschrieben, 1981 dann von Max Poll als Typusart der neu eingeführten Gattung Gnathochromis zugeordnet. Innerhalb der afrikanischen Buntbarsche (Pseudocrenilabrinae) wird die Art der Tribus Limnochromini zugeordnet. Die Gattung Gnathochromis ist seit Februar 2024 monotypisch.